# Héctor Quiñones
Hector Quiñones, född 18 februari 1992, är en colombiansk fotbollsspelare som spelar för América de Cali.
Han har spelat för Colombias U17-landslag och U20-landslag.